# البحرين في دورة الألعاب الآسيوية الداخلية 2009
شاركت مملكة البحرين في دورة الألعاب الآسيوية الداخلية في هانوي عاصمة فيتنام من 30 أكتوبر إلى 8 نوفمبر 2009.

## الفائزين بالميداليات
| الميدالية | الاسم                   | الرياضة     | المسابقة       | التاريخ |
| --------- | ----------------------- | ----------- | -------------- | ------- |
| ذهبية     | تيجيتو دابا تشالتشيسا   | ألعاب القوى | 3000 متر سيدات |         |
| فضية      | أليمو بيكيلي جيبري      | ألعاب القوى | 1500 متر رجال  |         |
| فضية      | أليمو بيكيلي جيبري      | ألعاب القوى | 3000 متر رجال  |         |
| فضية      | ميمي بيليتي             | ألعاب القوى | 1500 متر سيدات |         |
| برونزية   | غلاديس جيروتيتش كيبيووت | ألعاب القوى | 300 متر سيدات  |         |